# Bannack
Bannack è una città fantasma nella Contea di Beaverhead in Montana, Stati Uniti. Situato sul fiume Beaverhead, a circa 14 miglia (23 km) da dove si unisce con il Beaverhead Red Rock River a sud di Dillon.

## Storia
Fondata nel 1862 col nome Bannock Indians, è stato il sito del Montana dove per la prima volta è avvenuta una grande scoperta d'oro nel 1862; è brevemente diventata la capitale del Montana nel 1864, fino a quando la capitale fu trasferita a Virginia City. Bannack ha continuato comunque ad esistere come città mineraria, anche se con una diminuzione della popolazione. L'ultimo residente risale al 1970.
Al suo apice, Bannack aveva una popolazione di circa tremila abitanti. Ci sono tre alberghi, tre panifici, tre negozi di fabbri, due stalle, due mercati delle carni, un emporio, un ristorante, una birreria, una sala biliardo, e quattro saloon. Tutti gli edifici sono stati costruiti con tronchi, alcuni avevano false decorazioni sulla facciata.

## Curiosità
La famosa serie a fumetti Tex, edita dalla Sergio Bonelli Editore, ha ambientato una storia nella città di Bannock, Montana, chiaramente ispirata alla reale città e alle vicende storiche lì avvenute. Si tratta della storia uscita negli albi 407-409, dal titolo "Il passato di Carson". Qualche anno dopo la vera città di Bannack fu citata anche nella saga di Magico Vento in una altra avventura basata sulle vicende storiche dell'area.

## Galleria d'immagini

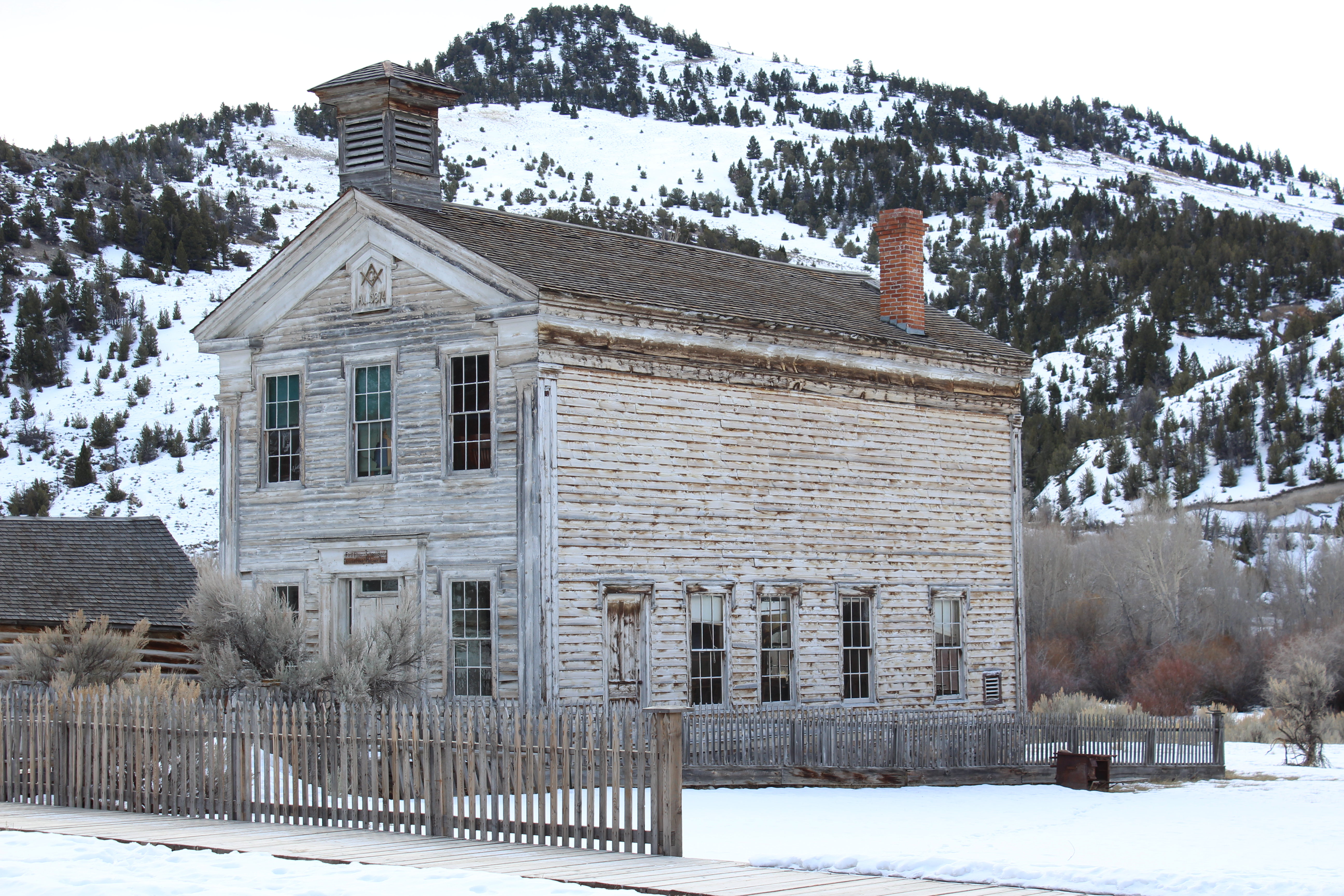
Scuola e Loggia massonica
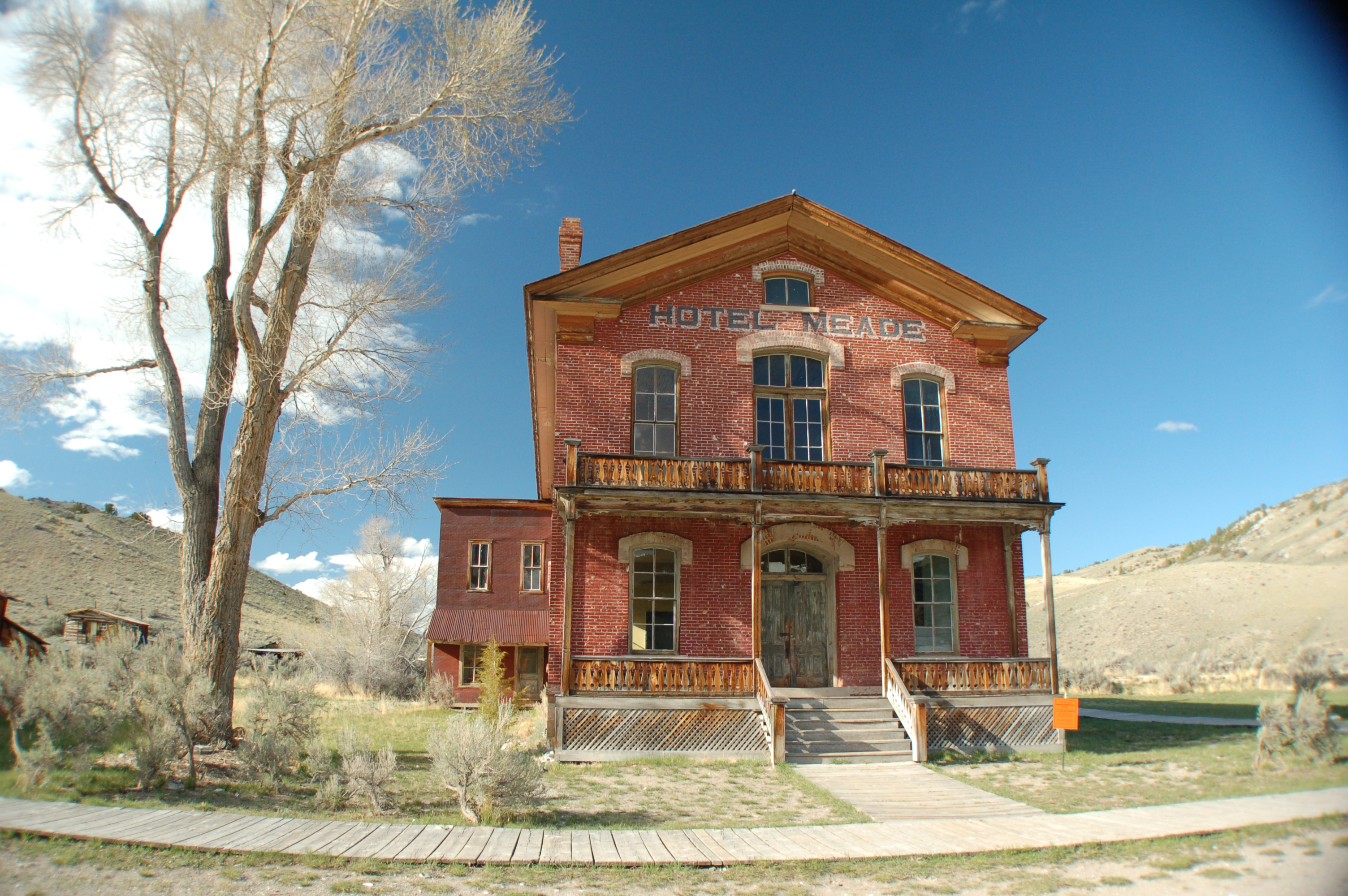
Hotel Meade
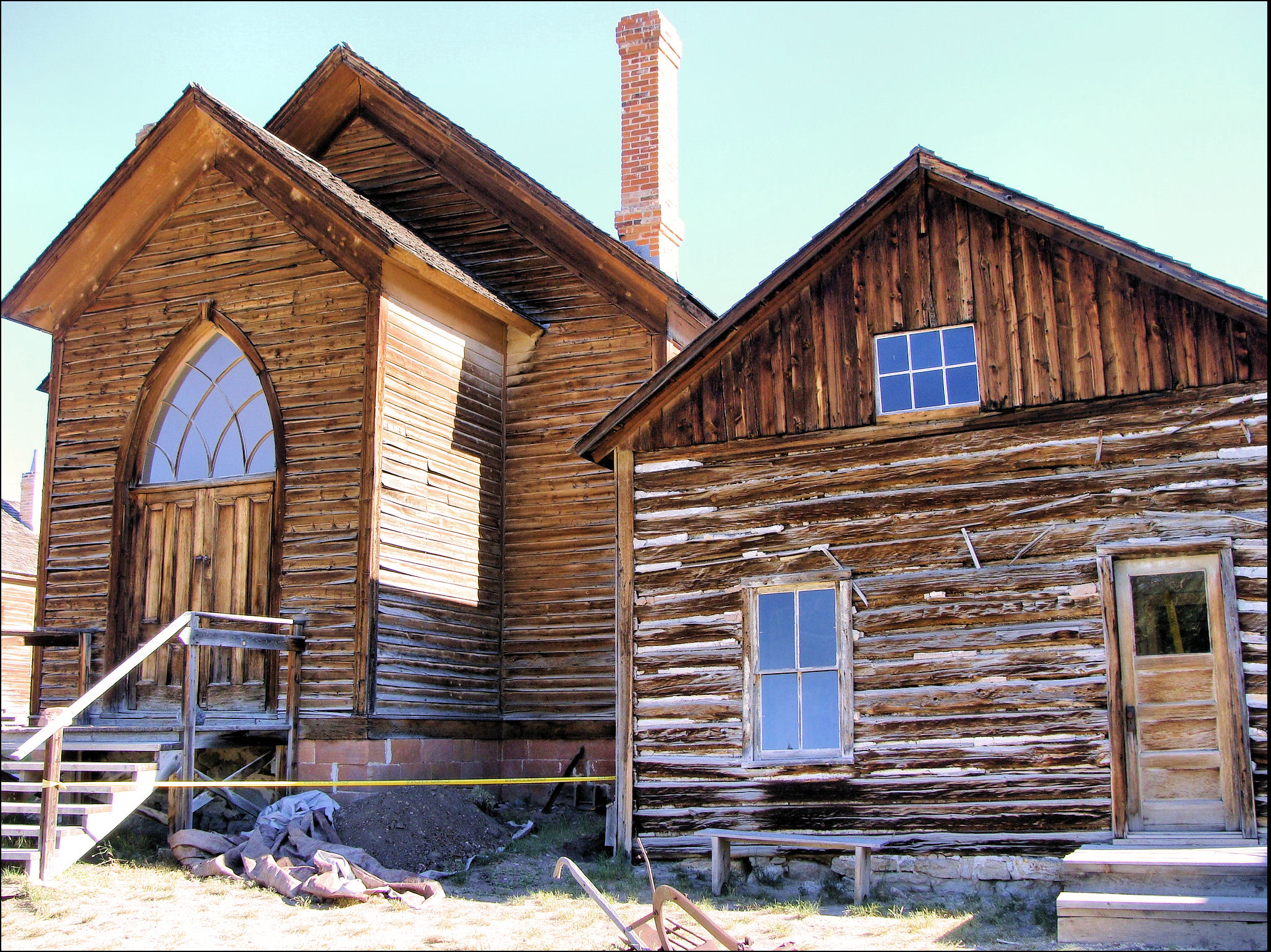
Chiesa metodista, costruita nel 1877
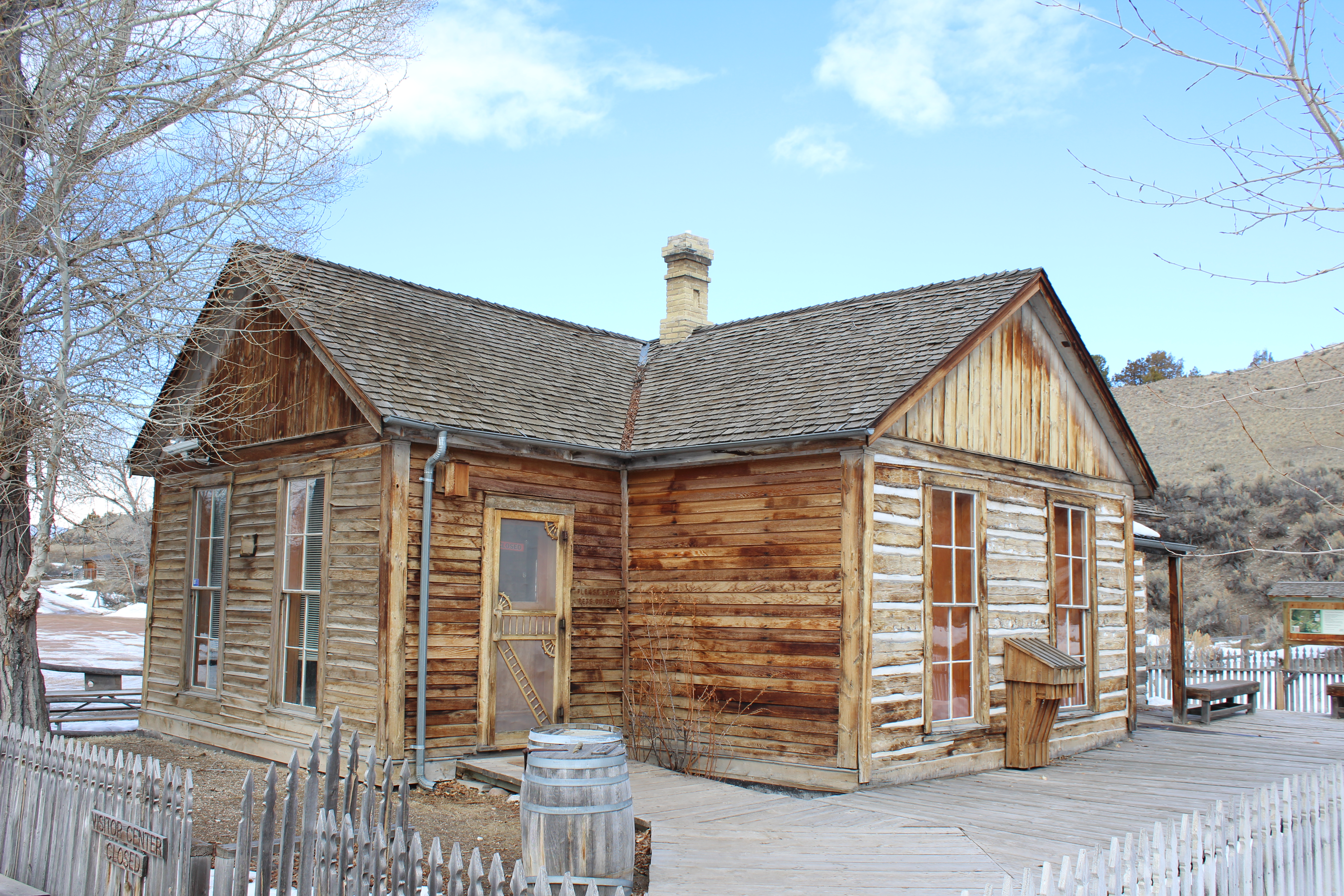
Casa privata a Bannack
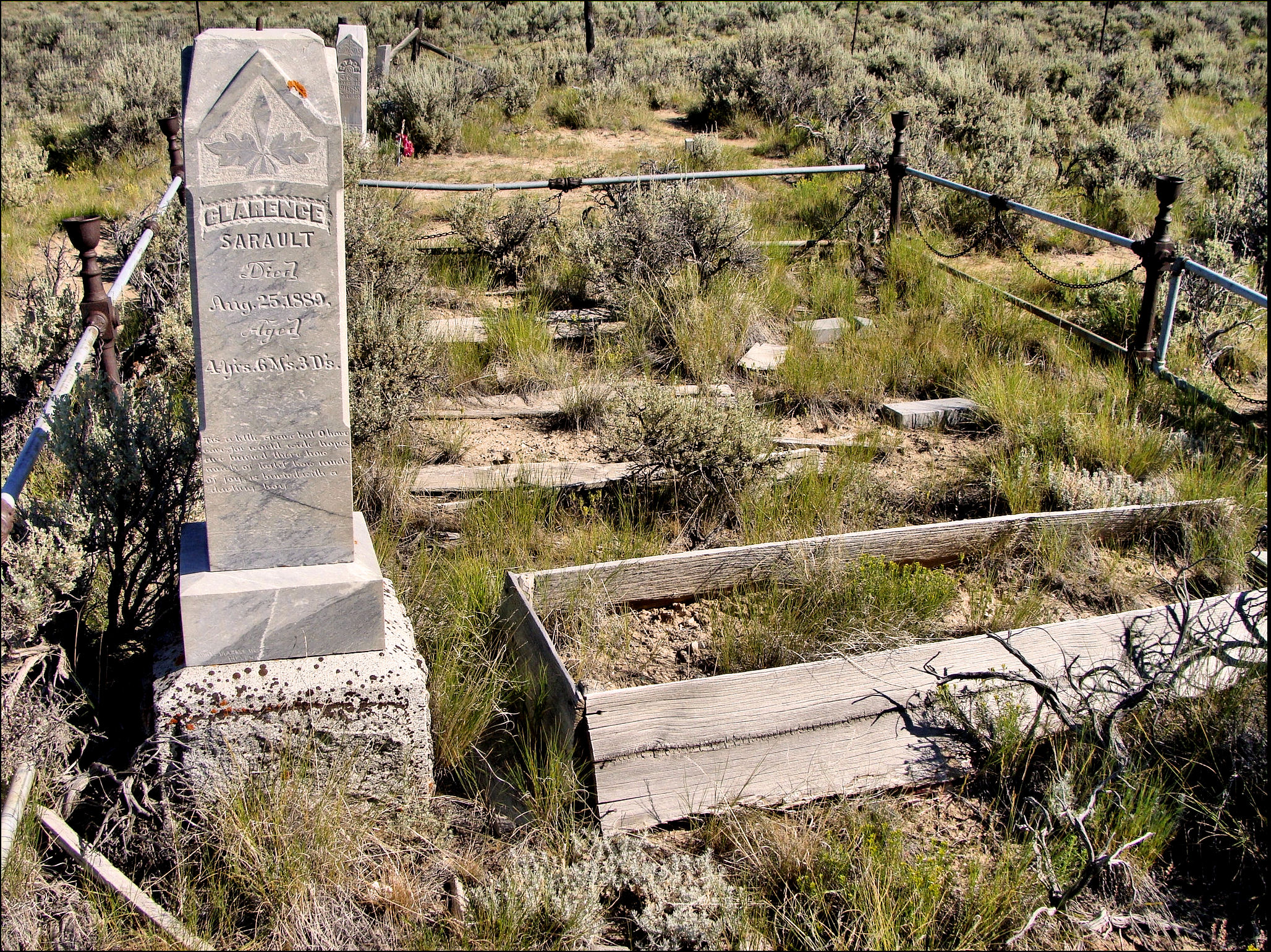
Tomba di famiglia nel cimitero
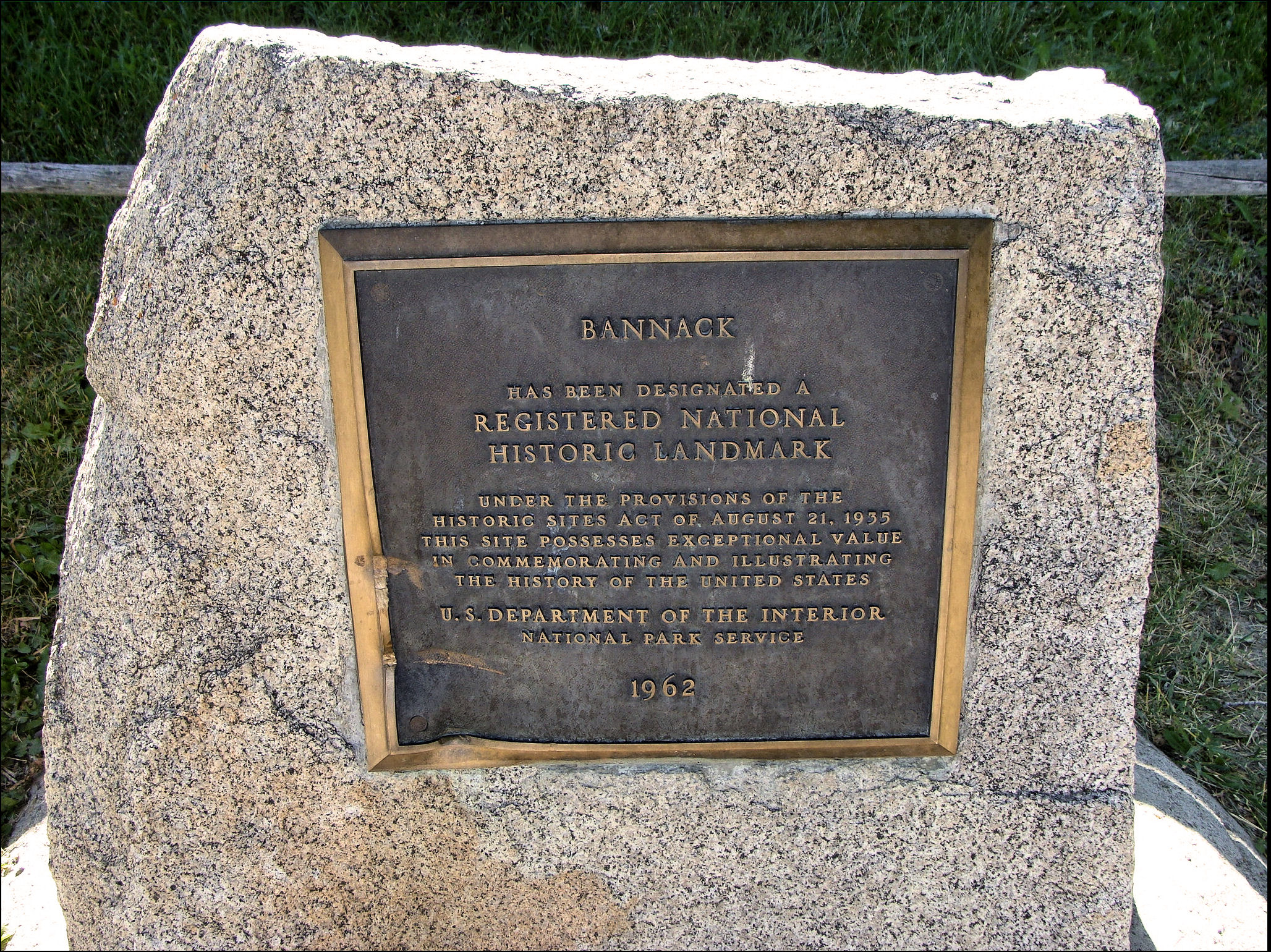
Targa per indicare che si tratta di un "historic landmark"